# 陶穀

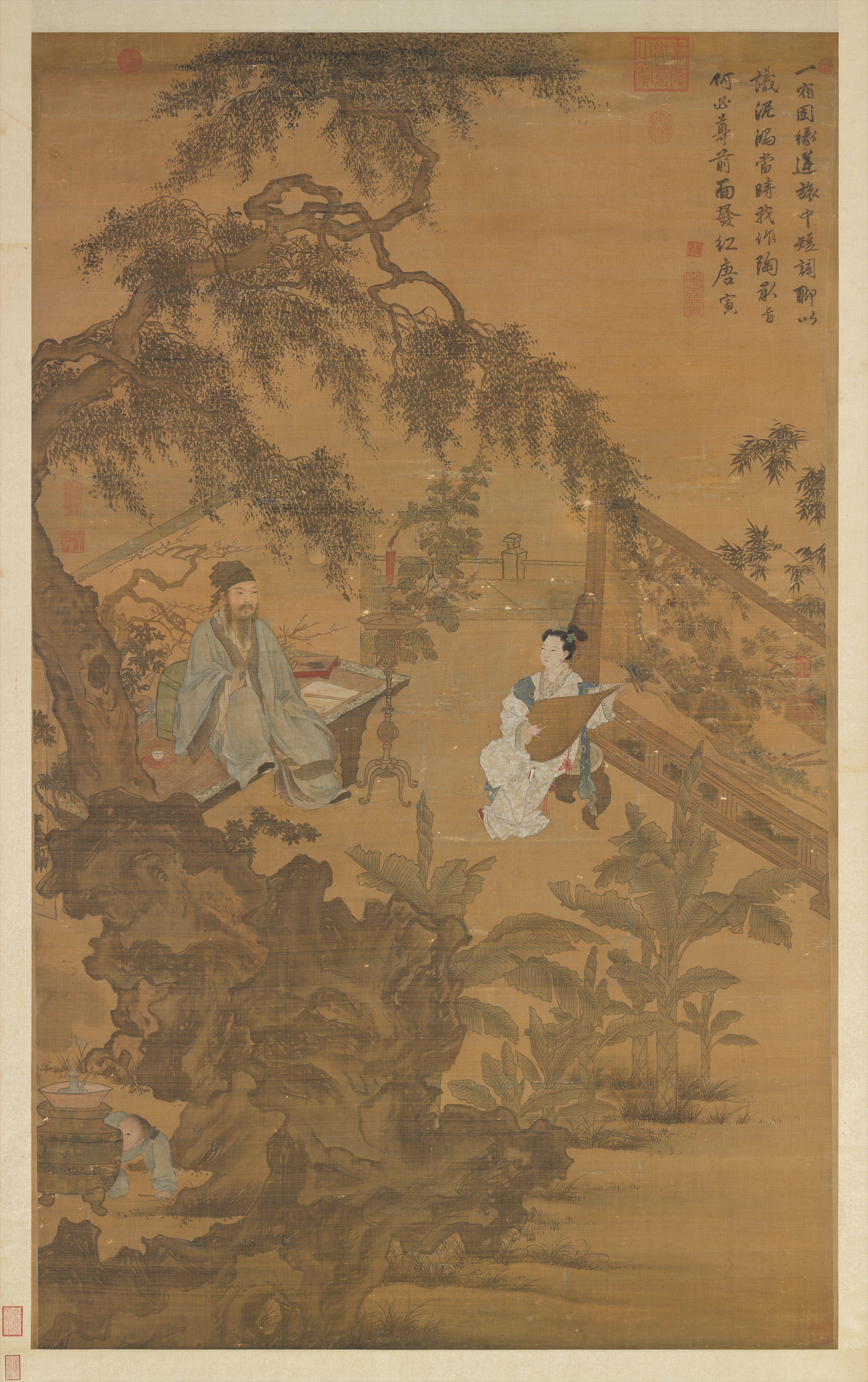
唐寅《陶穀贈詞圖》

陶穀（903年—970年），字秀實，邠州新平（今陕西彬县）人，祖籍北海郡平寿县（今山东省潍坊市西南）。父唐涣，祖父唐彦谦。
本姓唐，因避后晋高祖讳而改姓陶。《宋史》说他“强记嗜学、博通经史，诸子佛老，咸所总览，多蓄法书名画、善隶书。为人隽辨宏博，然奔竞务进”。早年為家校書郎，以文章闻名于世，累遷至中書舍人。後漢時為給事中，後周時為右散騎常侍。顯德初年授戶部侍郎，改翰林學士。出使南唐時，曾迷上韓熙載家姬秦蒻蘭，陶穀作長短句贈之。唐寅畫《陶穀贈詞圖》即是反映這段史實。开宝三年（970年）卒，赠右仆射。後世称之陶内翰、陶尚书。著有《清異錄》、《荈茗录》等。曾在翰林院的牆上寫了一首詩，後因宋太祖看見，之所以越來越不欣賞他，從此不中用。